# Gonomyia (Leiponeura) tenuistylus
Gonomyia (Leiponeura) tenuistylus is een tweevleugelige uit de familie steltmuggen (Limoniidae). De soort komt voor in het Australaziatisch gebied.